# Complete knock down
Complete knock down (alternativt Completely Knocked Down) er en engelsk betegnelse for det, at en bilfabrikant sender helt eller næsten komplette biler afsted i dele til slutsamling i et andet land eller landsdel.